# 雅巴拉哈三世
雅巴拉哈三世（英語：Yaballaha III，1245年－1317年11月13日）是東方亞述教會大公牧首，任期由1281年11月2日直至去世。

## 成為牧首
雅巴拉哈三世生於貴由汗乙巳年，在中國大都（今北京）附近，依據巴·希伯來的說法，他有維吾爾族（古籍作「畏兀兒」）血統。（應該是來自位在內蒙古東勝，靠近山西霍山的汪古景教基督徒部落的家鄉），父亲贝尔尼，教名是馬可（Markos）。他果決的奉獻自己成為一名修士，1278年，曾與拉班·巴·掃馬一同从大都出发，前往耶路撒冷朝聖。途经霍山、宁夏、和阗、喀什噶尔、呼罗珊至巴格达。途中短暂的驻留在阿德比尔附近的圣马·米海尔教堂。在朝聖期間，曾停留在巴格達地區，1280年，馬可被任命為汪古部和契丹地區（即中國北部）大主教，之後沒多久，在至元十八年（1281年）的宗教會議被推選教會最高領袖大公牧首（採用名號「雅巴拉哈」，意思是「耶和華賜予他」）繼任2月24日已故的牧首登哈一世（邓哈）之後，得到了伊儿汗阿八哈承认。同年11月2日，新任東方亞述教會大公牧首就職儀式在塞琉西亞附近的大教堂舉行，出席的有耶路撒冷大主教、撒馬爾罕大主教等人。在他後面的任期，主教座堂位於伊兒汗國的首都馬拉蓋（古籍作「蔑刺合」）。

## 與羅馬教廷的關係
雅巴拉哈三世持續對拜占庭帝國以及其他拉丁基督教國家往來。在1287年，他早年的老師拉班·巴·掃馬，被派遣一項出使到歐洲的外交任務，是由波斯的伊兒汗國對約伯耶和華的建議，希望能與反對馬木留克的西方政權聯合成監固的防衛聯盟 。在1304年5月18日，他在一封寫給教宗本篤十一世的信函裡做了大公信仰的聲明，信存梵蒂岡：
我宣佈是神聖的羅馬教宗和基督所有信徒們的世界修士。我公開承認他本人是聖伯多祿教宗的繼承人，對於從東方到西方教會的所有兒子來說，他是耶穌基督的世界性教宗。他的愛牢固地建立在我們的心中。我們服從他並向他請求祝福。我們準備接受出自他一方的任何指令。
然而這樣如此倉卒的「合一」被他的全體主教們給駁斥了。牧首遭到如此一致的反對其實並不意外，由於教義上的不合，特別是在基督論和聖母地位方面的問題意見嚴重分歧，以及權力劃分等因素，導致共融不太可能達成。而教廷自以弗所公會議對東方亞述教會「異端」的判決，則是到了1994年11月11日發布了「共同聲明」才有達成和解。

## 與伊兒汗國的關係
雅巴拉哈三世在治理東方亞述教會的期間，占有不算長的伊兒汗國歷史一大部份，他與伊兒汗國君主的關係是不太穩定的，這完全要看其君主是否同情基督徒有關，通常是因為皇后是景教徒，景教才有在伊兒汗國被容許。在一次晉見中，阿八哈這位統治者把這位新任的牧首當作朋友般歡迎，「他把外衣披在他的肩上，讓他坐在自己的椅子上」，這主要還是和牧首本身是汪古部人有很大的關係。
貼古迭兒曾受過景教洗禮，但後來篤信伊斯蘭教，取名阿赫默德（穆罕默德），取號蘇丹，並開始使伊兒汗國轉向伊斯蘭教。1282年8月，伊兒汗國君主對馬木留克提議和談、結盟，佛教徒和景教徒就向中國元朝皇帝忽必烈，也就是伊兒汗國的宗主抗議。忽必烈便向伊兒汗國威脅說要進行干涉。貼古迭兒因此而譴責雅巴拉哈三世，不但被遭到囚禁，並且有生命危險，由於其母后忽推可敦的干預，大公牧首才有被豁免。沒多久後就爆發了內戰，這場戰爭決定了「伊兒汗國會是蒙古國家，還是成為一個純穆斯林蘇丹國？」。後來由阿魯渾王子擊敗帖古迭兒，延續了原本形式的國家。有僧侶寫道：「阿魯渾喜愛和尊敬基督徒。他重建了貼古迭兒推倒的基督教教堂。」
只有在位極短的拜都是熱衷基督教信仰的基督徒君主，不但配戴十字架飾物，還允許在宮殿（斡兒尕）設立禮拜堂和鳴鐘。
在同年10月推翻拜都的合贊，虔信伊斯蘭教，統制初期受到迎立王位的功臣捏兀魯思的鼓動下，下旨毀掉基督教教堂，對神職人員實行暗殺，雅巴拉哈三世在馬拉蓋座堂被逮捕，據說還被「頭朝下的吊著抽打」。並且縱容穆斯林打劫了馬薩裡塔教堂。雅巴拉哈三世又再一次的面臨被處死的危機，但由於亞美尼亞國王海屯二世（Hayton II）的交涉而得以倖存。1297年3月，庫爾德人被慫恿去圍攻景教徒避難處埃爾比勒堡。然而，合贊並不喜歡受制於左右，由於捏兀魯思太過專斷，合贊不留痕跡地處死了留在宮中所有捏兀魯思的屬下，捏兀魯思本人則是在8月13日逃亡失敗後被處決。在政權回到合贊掌握後，出於對外政策的考量，就停止對景教徒的迫害，1303年6月在剛重建的馬拉蓋修道院內會晤雅巴拉哈三世，並給予榮譽和禮物，以表示政府的關心 。
完者都繼位後，雖然也受過景教洗禮，卻受到妃子的影響而成為穆斯林。雅巴拉哈三世希望完者都能如同前任君主一樣施予同樣的恩慈，結果換來的只不過是「勉強的禮貌」。在1310年春，該地區行政長官攻打埃爾比勒堡。儘管牧首極力避免引發衝突，但該堡的基督徒們仍進行了抵抗。1310年7月1日，埃爾比勒堡被王室軍隊和庫爾德人們攻陷，守城者全體遇害。雅巴拉哈三世內心滿懷著對王室的忿恨，在1317年11月13日馬拉蓋辭世。
拉班·掃馬以及雅巴拉哈三世分別在敘利亞逝世之後，北京景教徒在1320年至1330年期間整修了崇聖院，並於至正二十五年立碑以資紀念兩人的行蹟，由元末學者黃溍撰寫《敕賜十字寺碑記》。

## 外部連結
- （简体中文）房山景教十字寺及其文物價值
- （简体中文）元代畏兀兒外交家拉班 掃馬事輯 （页面存档备份，存于）
- （简体中文）中國教會史（講義） （页面存档备份，存于）
- （英文）Chaldeans, History and Cultural Relations 迦勒底，歷史與文化關係 （页面存档备份，存于）